# Villa Magdalena (San Pedro de Macorís)
El barrio Villa Magdalena se encuentra ubicado en la parte este del municipio de San Pedro de Macorís, República Dominicana.

## Historia
Inicio a mediados del 1962 cuando el profesor Juan Bosch subió al poder este barrio pertenecía al padre de una señora llamada Magdalena, aquel provenía de Puerto Rico era el dueño principal de estas tierras que luego, fueron cedidas al esposo dé la hija, el señor Fellokin el cual le cedió el nombre de Magdalena por conmemoración a su esposa.
Al comienzo de este barrio residían solo cinco familias a distancia Guarter Pun, José Gumbs, Sra. Mino, Trifilio y Harreguen; fueron los primeros en habitar estos terrenos. Este tenía un solo camino real por el cual transitaban, a su principio estaba lleno de árboles era tan pocas las casas que una manta de arboleda lo arropaba, esto provocaba que la oscuridad fuera más intensa y sus moradores debían de ocultarse en sus hogares temprano. Los primeros residentes provenían de Águila Luego llegaron personas de consuelo y otras partes. Hoy en día esta es una comunidad variada por personas de diferentes clases sociales. Este sector a su inicio contaba con una rica Vegetación, y diversidad de frutos entre los cuales se destacan los Sigs.: guayaba, mango, cajuil limón. Entre otros.

## Dimensión territorial
Villa Magdalena está limitada: • Al norte: Calle porvenir • Al sur: Prol.Independencia • Al este: Calle porvenir • Al oeste: Av. Francisco Alberto Caamaño (Antigua. Circunvalación).

## Población
Según la Oficina Nacional de Estadística (ONE), el Censo Nacional de Población y Vivienda reflejó la densidad poblacional de Villa Magdalena como sigue:
1129 Hombres, y 1383 Mujeres, Con un Total de 2512 habitantes.   

## Economía
Los habitantes de este barrio se dedican a múltiples funciones, entre las que se destacan las siguientes: mototaxis (moto concho), la venta de maní, pan, cuentan con un matadero de cerdo para la venta de este, otros laboran en el ingenio Porvenir, y en las zonas francas y las mujeres se dedican a las labores domésticas. También cuenta con peluquerías, salones de belleza, colmados, gimnasios, establecimientos de empeño de artículos (compra y venta), farmacias.

## Educación
El barrio cuenta con 2 colegios privados, los estudiantes que asisten a los del sector público tienen que trasladarse a las escuela básica porvenir. Los estudiantes que cursan el nivel medio se trasladan al Liceo Secundario Modalidad Académica Gastón Fernando Deligne.

## Técnico profesional
La comunidad cuenta con un lugar donde se imparten cursos técnicos, para el desarrollo profesional de los estudiantes; a este asisten personas de todas las edades. En este centro se imparten las carreras de informática, arte, belleza y manualidades.
Este centro de educación técnico profesional fue creado en el año 1990 con el objetivo de que esta comunidad pudiera aprender una carrera técnica para su desarrollo.    

## Religión
La comunidad se caracteriza por tener miembros de varias doctrinas, cuenta con 5 instituciones religiosas de diferentes doctrinas, entre ellas: una Iglesia Metodista Libre, Un Salón de los Testigos de Jehová, Dos Iglesias Cristianas Evangélicas, y una iglesia Adventista del Séptimo Día.

## Salud
Este sector no cuenta con un centro de asistencia primaria, por lo que tienen que trasladarse al hospital más cercano el hospital del seguro social, o también pueden dirigirse a la policlínica unidad de atención primaria Porvenir o al centro clínico materno infantil padre Vicente Hostaled y en caso de gravedad, trasladarse al Hospital Regional de San Pedro de Macoris que se encuentra localizados a unos kilómetros del barrio.
Estos centros ofrecen distintos servicios como son: ginecología obstetra, medicina familiar, pediatría, nutrición infantil entre otros.

## Deporte
El deporte en la comunidad lo encabeza el béisbol, la vitilla y como otro entretenimiento se sientan a jugar dominó. La comunidad también cuenta un equipo de softball. Tienen la facilidad de trasladarse a jugar al complejo deportivo a practicar cualquier otro deporte.En este barrio nació y se crio  el pelotero Robinson Canó es destacado por ser unos de los jugadores de grandes ligas, nació el 22 de octubre de 1982 y actualmente es segunda base de los Yankees de Nueva York.